# BMW 320
La BMW 320 est une voiture du constructeur allemand BMW, produite entre 1937 et 1950.

## BMW 320
La BMW 320 est apparue en juillet 1937. Elle avait le moteur du modèle précédent, un six cylindres à deux carburateurs d’une cylindrée de 1 911 cm³, qui délivrait 45 ch (33 kW) à 3 750 tr/min, mais contrairement à la plus grande BMW 326, elle n’avait seulement que deux portes. Après 640 exemplaires, un moteur avec une cylindrée de 1 971 cm³, connu du modèle 326, a été installé à la place, mais il était uniquement équipé d’un seul carburateur. Ce moteur délivrait également 45 ch (33 kW). La voiture atteignait 110 km/h.
Le châssis correspondait à celui des 319/329; Suspension avant avec triangles en bas et un ressort à lames transversales au-dessus, essieu arrière rigide avec deux ressorts à lames longitudinaux semi-elliptiques. Les freins agissant sur les quatre roues étaient désormais à commande hydraulique. L’empattement et la longueur du véhicule avaient considérablement augmenté. Il ne restait que deux modèles, une berline pour 4 500 Reichsmark et un cabriolet à quatre places pour 5 250 Reichsmark.
4 185 unités ont été fabriquées. En 1939, le modèle 321 a remplacé la 320.
| Chiffres de production | Années | 1936 | 1937  | 1938  | Total |
| ---------------------- | ------ | ---- | ----- | ----- | ----- |
| BMW 320                |        | 7    | 1.518 | 2.660 | 4.185 |

## BMW 321
En janvier 1939, la 320 est remplacée par la BMW 321. Comme cette dernière, elle repose sur une version raccourcie du châssis de la BMW 326 de 1936 et reprend son esthétique ainsi que le moteur M78 (en) mais s'en distingue par son essieu avant et la suspension associée, dérivées du modèle 326 au lieu d'être un héritage des modèles 319, 329, 315 et originellement 303.